# Мендес, Лусия
Лусия Летисия Мендес Перес (исп. Lucía Leticia Méndez Pérez; род. 26 января 1955, Леон, Гуанахуато (штат), Мексика) — мексиканская актриса, модель и певица.  Было продано более 10 миллионов её пластинок по всему миру. В России стала известна своими ролями в таких теленовеллах, как «Никто кроме тебя» и «Мариелена».

## Биография
Родилась 26 января 1955 года в Леоне в семье инженера-химика Антонио Мендес Веласко и доньи Марты Офелии Перес Мендес. Она является старшей дочерью своих родителей. Помимо её самой, в семье было ещё два её брата — Карлос Антонио и Хорхе Абрахам и сестра Марта Минерва. Брат Хорхе Абрахам пошел по стопам своей сестры — снялся вместе с ней в телесериале Никто, кроме тебя. Она с детства была очень активным ребёнком и в возрасте 8 лет её родители отдали учиться в Академию изящных искусств — учебное заведение, выпустившее из своих стен целую плеяду видных деятелей мексиканского искусства. Через несколько месяцев она сдала свой первый экзамен. С 9 лет она начинает вести на радио детскую утреннюю программу «Жаворонки».
Но её отец, дон Антонио мечтал о другой карьере для своей дочери, поэтому её отправили в Пенсильванию обучаться английской филологии. Из США она возвратилась с дипломом преподавателя английского языка и твердым желанием продолжать артистическую карьеру. Вскоре её отец скорпостижно умирает, и она стала единственной кормилицей в своей семье. При безоговорочной поддержке своей мамы, она сделала первые шаги в шоу-бизнесе. В 1972 году она получила предложение сыграть в театре и сразу же после предложения, стала победительницей конкурса «Самое красивое лицо года», объявленного респектабельным мексиканским изданием «Эральдо». За работу в пьесе «Нечего о сексе, поскольку мы невинны», она была удостоена нескольких наград театральной критики как лучшая актриса года и как открытие года. В 1984 году она стала первой латиноамериканской звездой, удостоенной чести быть представленной в Музее восковых фигур Голливуда, а журнал Time назвал её «самой выдающейся латиноамериканской актрисой». По сей день она остается единственной латиноамериканкой в этом знаменитом музее.

### Карьера в кино и на телевидении
В мексиканском кинематографе дебютировала в 1972 году с популярным мексиканским актёром Валентином Трухильо. Её пригласил сниматься продюсер Эрнесто Алонсо, который стал для неё вторым отцом. Но настоящий успех ей принесла вторая кинороль «Министр и я». Одновременно она появляется в небольших ролях на телевидении и в рекламе Nescafé. Параллельно со съемками в кино и теленовеллах, она ведет на телевидении ночное шоу «Маэстро Мендес», в котором принимают участие мексиканские актёры первой величины. А в 1980 году впервые за всю историю мексиканского телевидения исполнила роль проститутки в сериале «Колорина». В конце 1984 года она получила приглашение сняться в теленовелле «Никто, кроме тебя», а также она взяла с собой на съемки своего брата Абрахама. Главная песня из заставки Corazon de piedra в течение 45 недель лидировала в хит-параде журнала Billboard, а также принесла первую номинацию Грэмми. Показ телесериала Никто, кроме тебя шел одновременно в Мексике, США, нескольких странах Латинской Америки и Германии. После телесериала Никто, кроме тебя она исполнила главные роли в телесериалах Странное возвращение Дианы Саласар и Ничья любовь. В 1992 году она снялась в новом сериале «Мариелена», которая стала серьёзным испытанием в её жизни. На участие в этом проекте компании Telemundo Лусии настоял её муж Педро. Ведь Лусия Мендес на тот момент являлась эксклюзивной актрисой телекомпании Televisa, владельцы которой потребовали от неё прекратить съемки. В тот момент, когда телекомпания Telemundo не отсняла половину материала, ей позвонил владелец компании Televisa позвонил ей и сказал, что купил новую телекомпанию Univision, а также разрешил ей сниматься при одном условии — отказа от дальнейших съемок телесериала Мариелена, в противном случае её ждет увольнение из телекомпании, но актриса категорически отказалась покидать съемки телесериала Мариелена под влиянием экс-супруга Педро Торреса, за что она была уволена из телекомпании Televisa и попала в чёрный список, что также означало полный информационный вакуум, где Televisa принадлежало 90 % всех средств массовой информации, из-за этого последовал развод с Педро Торресом. Успех «Мариелены» на юге США иначе как истерикой не называли: все женщины от мала до велика, носили характерные красное платье и укладывали волосы в высокие прически. В 1993 году мексиканский предприниматель Рикардо Салинас заказал для съемок телесериал Гора амаранта — так в Мексике начала делать свои первые шаги новая телекомпания TV Azteca. Спустя четыре года после основания, с 1997 года, телекомпания TV Azteca стала второй после Televisa телекомпанией, которая производит телесериалы. Администрация новой телекомпании высоко оценило телесериал Мариелена и пригласили звезду в штаты новой телекомпании. В июле 1998 года она вновь возвратилась на экраны, радио и в сердца зрителей самой яркой мексиканской звездой последних десятилетий — дебютировала в телесериале Три жизни Софии, за которой последовали телесериалы Асуль Текила и Женщина с характером, или Удар ниже пояса. В 2004 году актриса вышла замуж за Артуро Жордана, с которым развелась в 2007 году. В 2008 году актриса вернулась на телекомпанию Televisa, где сыграла роли ещё в пяти телесериалах.

### Карьера певицы
В 1975 году она вместе с Валентином Трухильо снимаются в фильме «Чужак», где они дуэтом исполняют песню в стиле «ранчеро» под названием «новая любовь». Услышав манеру её исполнения, один из талантливых композиторов Хуан Габриэль написал для неё композицию «Я всегда думаю о тебе». Решение начать карьеру певицы далось нелегко, при некотором давлении со стороны доньи Марты и Хуана Габриэля которые убеждали её, что её голос вполне соответствует песням, написанным в народном стиле. Когда она наконец приняла решения и исполнила ранчеро, стало ясно, что на мексиканской эстраде зажглась новая звезда.

## Фильмография
| Год  | Название на русском                       | Оригинальное название               | Роль                                             |
| ---- | ----------------------------------------- | ----------------------------------- | ------------------------------------------------ |
| 1971 | Итальянка собирается замуж                | Muchacha italiana viene a casarse   | Ракель                                           |
| 1973 | Письмо без адреса                         | Cartas sin destino                  |                                                  |
| 1973 | Учительница Мендес                        | La maestra Mendez                   | Маэстра Мендес                                   |
| 1974 | Деревенский парень                        | El hijo del pueblo                  | Кармен                                           |
| 1974 | Чужак                                     | El desconocido                      |                                                  |
| 1974 | Взобравшись на луну                       | Cabalgando a la luna                |                                                  |
| 1974 | Треугольник                               | La tierra                           | Оливия                                           |
| 1975 | Темнее ночи                               | Más negro que la noche              | Марта                                            |
| 1975 | Противоречивые миры                       | Mundos opuestos                     | Сесилия                                          |
| 1975 | Палома                                    | Paloma                              | Бланка Роса Бальестерос                          |
| 1976 | Министр и я                               | El ministro y yo                    | Барбара                                          |
| 1976 | Возвращение на родину Хуана Армента       | Juan Armenta, el repatriado         | Хулия                                            |
| 1978 | Дети Санчеса                              | The Children of Sanchez             | Марта Санчес                                     |
| 1978 | Вивиана                                   | Viviana                             | Вивиана Лосано                                   |
| 1979 | Нелегальная                               | La ilegal                           | Клаудия Берналь                                  |
| 1980 | Колорина                                  | Colorina                            | Колорина / Фернанда Редес Паредес (главная роль) |
| 1982 | Ванесса                                   | Vanessa                             | Ванесса Рейес де Сан-Мишель                      |
| 1983 | Скрученные богом линии судьбы             | Los renglones torcidos de Dios      | Алиса Гоолд                                      |
| 1984 | Влюблённая                                | Enamorada                           | Лусия                                            |
| 1985 | Никто кроме тебя                          | Tú o nadie                          | Ракель Саманьего (главная роль)                  |
| 1986 | Магия 2                                   | El maleficio II                     | Марсела                                          |
| 1988 | Странное возвращение Дианы Саласар        | El extraño Retorno de Diana Salazar | Диана Саласар/Элеонор де Сантьяго                |
| 1990 | Ничья любовь                              | Amor de nadie                       | София (главная роль)                             |
| 1994 | Мариелена                                 | Marielena                           | Мариэлена Муньос (главная роль)                  |
| 1995 | Сеньора Искушение                         | Señora Tentacion                    | Роса Морено                                      |
| 1996 | Конфетти                                  | Confetti                            | Коко                                             |
| 1998 | Три жизни Софии                           | Tres veces Sofía                    | София Гутьерес де Брисеньо (главная роль)        |
| 2000 | Женщина с характером, или Удар ниже пояса | Golpe bajo                          | Сильвана Берналь (главная роль)                  |
| 2007 | Любовь без грима                          | Amor sin maquillaje                 | Лупита Веласкес                                  |
| 2007 | В последний момент                        | Tiempo final                        | Дебора                                           |
| 2008 | Отчаянные домохозяйки                     | Amas de casa desesperadas           | Алисия Арисменди                                 |
| 2008 | Женщины-убийцы                            | Mujeres asesinas                    | Кандида Рубио                                    |
| 2009 | Мой грех                                  | Mi pecado                           | Инес                                             |
| 2010 | Полная любви                              | Llena de amor                       | Ева                                              |
| 2011 | Надежда сердца                            | Esperanza del corazón               | Лукресия Дюпри                                   |
| 2024 | Машина                                    | La Máquina                          | Жозефина Лухан                                   |

## Играет саму себя
| год  | название проекта                               |
| ---- | ---------------------------------------------- |
| 2004 | Premio lo Nuestro a la música latina 2004 (ТВ) |
| 2002 | Дон Франсиско представляет                     |
| 1998 | El gordo y la flaca                            |
| 1997 | Проснись, Америка!                             |

## Дискография
- Siempre estoy pensando en ti — 1975
- Frente a Frente — 1976
- La sonrisa del año — 1977
- Se feliz — 1979
- Regálame esta noche — Colorina — 1980
- Cerca de ti — 1982
- Enamorada — 1983
- Sólo una mujer — 1984
- Te quiero — 1985
- Castígame — 1986
- Mis íntimas razones — 1988
- Lucía es Luna morena — 1989
- Bésame — 1991
- Se prohíbe — 1993
- Señora tentación — 1994
- Todo o nada — 1998
- Dulce romance — 1999
- Vive — 2004
- Otra vez enamorada… Con un nuevo amanecer — 2009
- Canta un homenaje a Juan Gabriel — 2010
- Te vas o te quedas (сингл) — 2014
- Bailan — 2015
- En escena en vivo — 2017

## Награды и премии
- Премия TVyNovelas за лучшую песню
- Титул «Самое красивое лицо года / El rostro de El Heraldo de México», 1972
- Премия «Diosa de Plata», Мексика, 1974
- Музыкальные премии «Discometro», «Vocero de Popularidad», «Las Palmas de Oro», номинация на премию «Гремми», США (1985); «Disco de Oro», 1998
- Премия «Reina de Viña del Mar», 1983
- Премия «Arlequín de Bronce», Мексика
- Премия «Casandra Internacional», Доминиканская Республика, 2005
- Премия «Figura Femenina del Año», Нью-Йорк, США, 1993
- Премия мексиканской ассоциации актёров «Reina del Mariachi» , 2010